# 52. Infanterie-Brigade (2. Königlich Württembergische)
Die 52. Infanterie-Brigade (2. Königlich Württembergische) war ein Großverband der Württembergischen Armee.

## Geschichte
Der Großverband wurde am 31. März 1817 als 3. Infanterie-Brigade in Ludwigsburg aufgestellt. Nach der Reichsgründung wurde sie am 22. November 1871 zunächst in 2. Infanterie-Brigade umbenannt, doch schon am 18. Dezember desselben Jahres erfolgte die abermalige Umbenennung in 52. Infanterie-Brigade (2. Königlich Württembergische). Die Brigade war Teil der 26. Division des XIII. (Königlich Württembergisches) Armee-Korps in Stuttgart und ihr waren das Infanterie-Regiment „Alt-Württemberg“ (3. Württembergisches) Nr. 121 in Ludwigsburg und das Füsilier-Regiment „Kaiser Franz Josef von Österreich, König von Ungarn“ (4. Württembergisches) Nr. 122 in Heilbronn und Mergentheim (II. Bataillon) unterstellt.
Das Kommando stand in Ludwigsburg und ihr waren die Bezirkskommandos in Leonberg, Ludwigsburg, Hall und Heilbronn zugeordnet.

### Deutscher Krieg

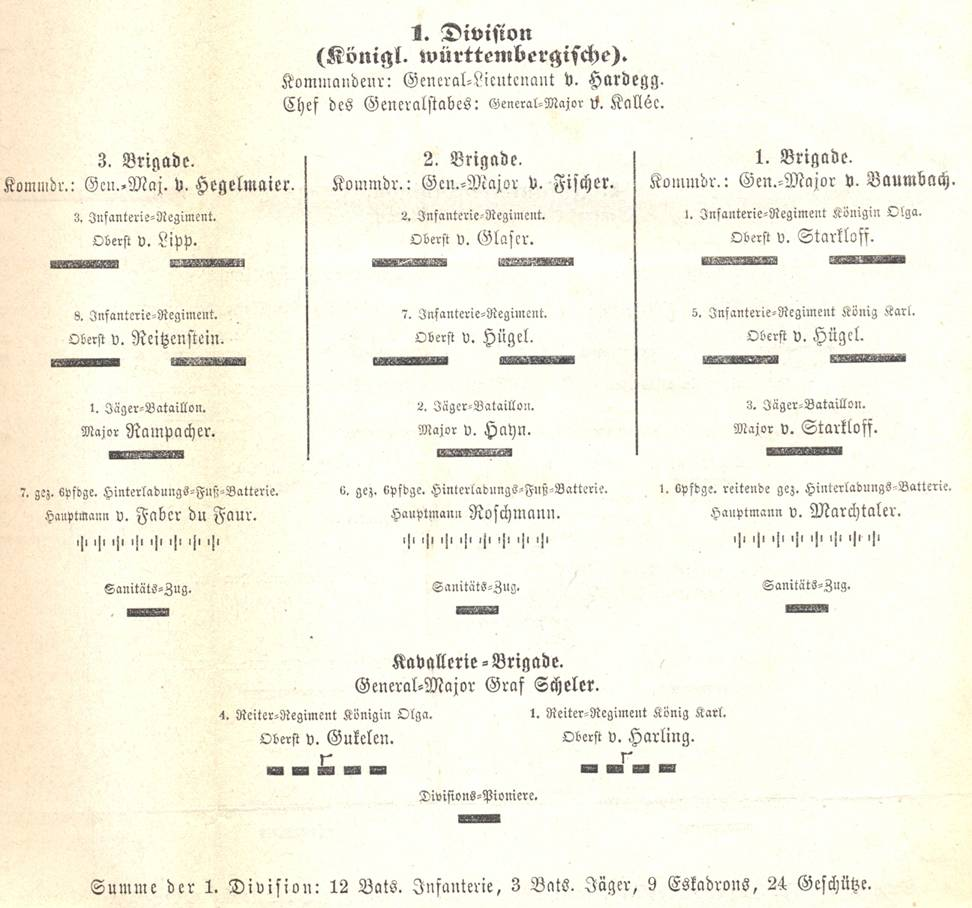
Ordre de bataille 1866

Im Krieg gegen Preußen nahm die Brigade 1866 als Teil der 1. Division beim VIII. Armee-Korps des Deutschen Bundes an den Gefechten bei Tauberbischofsheim und Gerchsheim teil.

### Deutsch-Französischer Krieg
Als Teil der Felddivision war die Brigade 1870/71 während des Krieges gegen Frankreich in die Schlachten bei Wörth und Sedan sowie die Einschließung und Belagerung von Paris eingebunden.

### Erster Weltkrieg

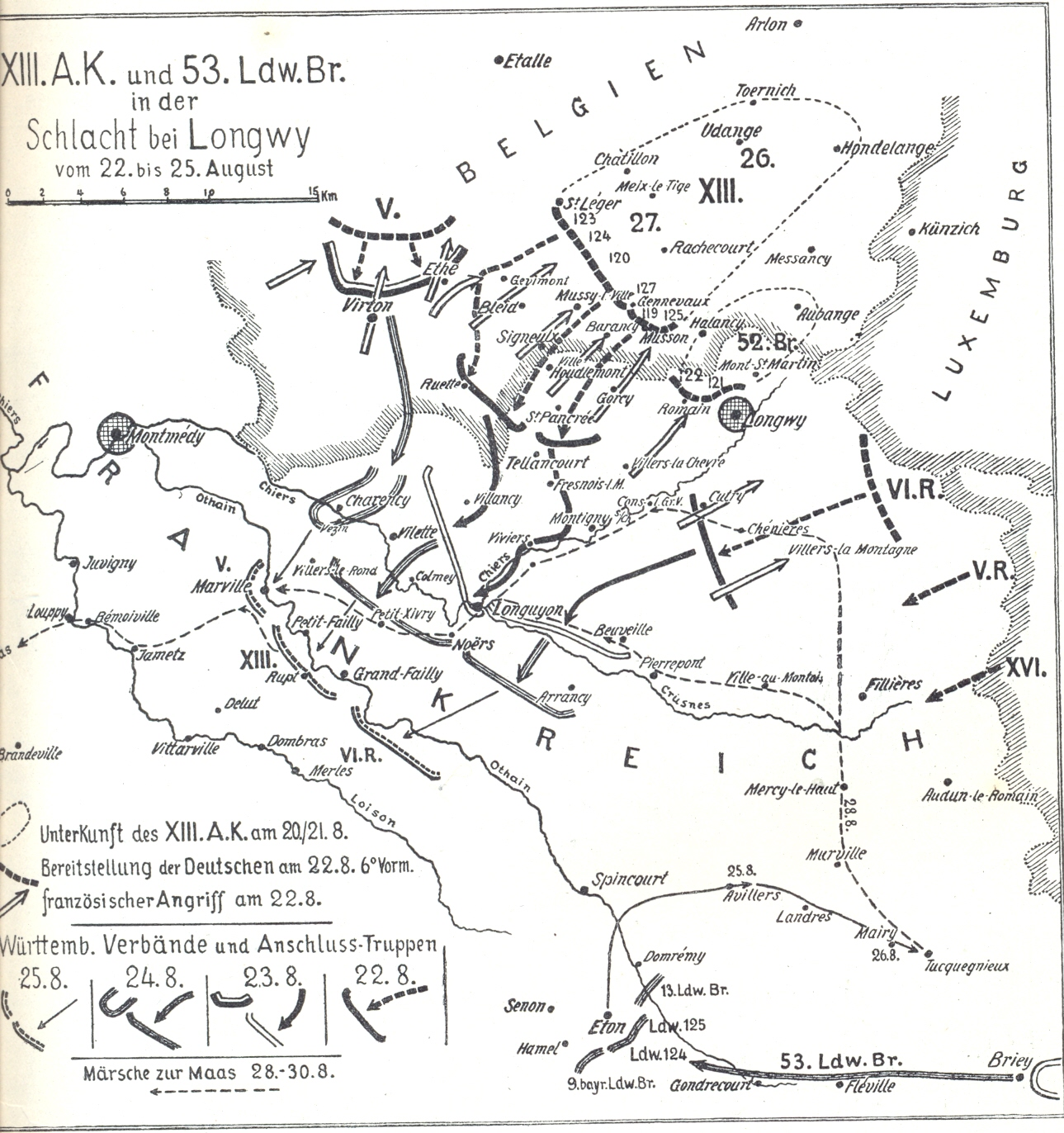
Die 52. Brigade in der Schlacht bei Longwy (am Dreiländereck)

Am Beginn des Ersten Weltkrieges nahm die Brigade im Verbund der 26. Division bzw. der 5. Armee am Aufmarsch an der Westfront teil. In der Schlacht bei Longwy erlitt die Brigade am 22. August 1914 schwere Verluste durch Flankenfeuer des französischen 4. Korps. Nach kurzer Zuordnung zur 4. Armee wurde die 26. Division im Oktober 1914 samt der 52. Infanterie-Brigade zur 6. Armee an die neu entstandene Front in Flandern verlegt. Hier erlitt die Brigade nochmals schwere Verluste bei dem Versuch, sich an die gegnerischen Stellungen im Raum Fromelles heranzuarbeiten. Ende November 1914 wurde die Brigade, wie die gesamte 26. Division, an die nördliche Ostfront verlegt, wo sie bis zu ihrer Auflösung am 26. Mai 1915 eingesetzt wurde. Das Infanterie-Regiment „Alt-Württemberg“ (3. Württembergisches) Nr. 121 trat zur 51. Infanterie-Brigade (1. Königlich Württembergische) über. Das Füsilier-Regiment „Kaiser Franz Josef von Österreich, König von Ungarn“ (4. Württembergisches) Nr. 122 kam zur 209. Infanterie-Brigade der neu aufgestellten 105. Infanterie-Division.

Sergeant der 52. Infanterie-Brigade (ca. 1905/10)

### Kommandeure
| Dienstgrad                   | Name                                   | Datum                                                   |
| ---------------------------- | -------------------------------------- | ------------------------------------------------------- |
| Generalmajor                 | August von Hügel                       | 1817 bis 1820                                           |
| Generalmajor                 | Ludwig August von Hohenlohe-Langenburg | 1820 bis 1822                                           |
| Generalmajor                 | Joseph Konrad von Bangold              | 26. September 1822 bis 1828                             |
| Generalmajor                 | Karl zur Lippe-Falkenflucht            | 1828 bis 1830                                           |
| Generalmajor                 | Karl Eugen von Imhoff                  | 1830 bis 1839                                           |
| Generalmajor                 | Theodor von Wundt                      | 1839 bis 1846                                           |
| Generalmajor                 | Ernst von Baumbach                     | 1846 bis 1849                                           |
| Generalmajor                 | Wilhelm von Brand                      | 1849 bis 1856                                           |
| Generalmajor                 | Wilhelm von Donop                      | 1856 bis 1858                                           |
| Generalmajor                 | August von Rüpplin                     | 1858 bis 1865                                           |
| Generalmajor                 | Ludwig von Hegelmaier                  | 1865 bis 1868                                           |
| Generalmajor                 | Eduard von Kallee                      | 1868 bis 1869                                           |
| Oberst/Generalmajor          | Adolf von Hügel                        | 1869 bis 3. März 1872                                   |
| Oberst/Generalmajor          | Max von Pfeiffelmann                   | 04. März 1872 bis 5. Juli 1874                          |
| Oberst/Generalmajor          | Karl von Knoerzer                      | 06. Juli 1874 bis 27. März 1881                         |
| Generalmajor/Generalleutnant | Gustav von Brandenstein                | 28. März 1881 bis 16. Februar 1885                      |
| Preuß. Oberst/Generalmajor   | Hermann von Kettler                    | 17. Februar 1885 bis 2. September 1887                  |
| Generalmajor                 | Wilhelm von Woelckern                  | 03. September 1887 bis 21. August 1888                  |
| Generalmajor                 | Oscar von Sarwey                       | 22. August bis 22. September 1888                       |
| Generalmajor                 | Kuno von Falkenstein                   | 23. September 1888 bis 16. Januar 1891                  |
| Generalmajor                 | Johannes von Dettinger                 | 17. Januar 1891 bis 18. Dezember 1893                   |
| Generalmajor                 | Hermann von Bilfinger                  | 19. Dezember 1893 bis 15. April 1896                    |
| Generalmajor/Generalleutnant | Fritz von Hiller                       | 18. April 1896 bis 3. Juni 1899                         |
| Generalmajor                 | Rudolf von Freudenberg                 | 04. Juni 1899 bis 21. April 1902                        |
| Preuß. Generalmajor          | Theodor von Paczensky und Tenczin      | 22. April 1902 bis 26. Januar 1903                      |
| Preuß. Generalmajor          | Kurt von Dewitz                        | 27. Januar 1903 bis 23. April 1904                      |
| Generalmajor                 | Joseph von Schmitt                     | 24. April 1904 bis 13. April 1907                       |
| Generalmajor                 | Paul von Schaefer                      | 14. April 1907 bis 24. April 1910                       |
| Oberst                       | Albert von Berrer                      | 25. April bis 16. Mai 1910 (mit der Führung beauftragt) |
| Generalmajor                 | Albert von Berrer                      | 17. Mai 1910 bis 3. Februar 1913                        |
| Generalmajor                 | Karl von Teichmann                     | 22. März 1913 bis 26. Mai 1915                          |